# Gustavo Morínigo
Gustavo Eliseo Morínigo Vázquez (Coronel Blas Garay, 23 de janeiro de 1977) é um treinador e ex-futebolista paraguaio que atuava como meio-campista. Atualmente ele é o atual técnico do Sportivo Luqueño

## Carreira como jogador
Morínigo representou a Seleção Paraguaia na Copa América de 2001 e na Copa do Mundo de 2002.

## Carreira como treinador

### Coritiba
Em 4 de janeiro de 2021, o Coritiba anunciou a sua contratação. Assumiu a equipe a oito rodadas do fim do Campeonato Brasileiro de 2020, na última colocação. Não conseguiu evitar o rebaixamento, mas seguiu na equipe para a disputa da Série B no ano seguinte.
Chegou a ser o técnico do Coritiba mais longevo desde 2013.
Conseguiu o acesso para a Série A 2022 e teve o seu contrato renovado até dezembro.
Porém foi demitido em 14 de agosto de 2022, após uma sequência de três derrotas seguidas. Morínigo deixou o Coritiba com um acesso para a Série A e o título do Campeonato Paranaense 2022.

### Ceará
No dia 22 de novembro de 2022, foi anunciado pelo Ceará para dirigir o time na temporada 2023.
Em 24 de abril de 2023, foi demitido após duas derrotas nas duas primeiras rodadas da Série B. Ao todo foram 24 partidas, com 14 vitórias, 5 empates e 5 derrotas.
Mas apesar do início ruim na Série B, o retrospecto de Morínigo no time cearense de modo geral foi positivo. O alvinegro fez um ótimo Campeonato Cearense, tendo apenas uma derrota na competição, mas essa derrota foi justamente na primeira partida da final no clássico contra o Fortaleza. A primeira partida terminou com um 2 a 1 para o tricolor cearense e a segunda terminou empatada em 2 a 2, resultando no título para o Fortaleza. Na Copa do Brasil foi eliminado na segunda fase pelo Ituano, nos pênaltis. Na Copa do Nordeste o Ceará de Morínigo também teve um ótimo desempenho, tendo acumulado ao todo apenas 3 derrotas. E uma curiosidade: Gustavo Morínigo foi demitido do Ceará cinco dias após vencer o Sport no jogo de ida pela final da própria Copa do Nordeste por 2 a 1. No jogo da volta o treinador do alvinegro cearense já era Eduardo Barroca e o Sport acabou vencendo a partida no tempo normal por 1 a 0, então a disputa do título foi para os pênaltis, onde o Ceará acabou vencendo o rubro-negro pernambucano por 4 a 2.
Inclusive, o presidente do Ceará, João Paulo Silva, meses após a demissão do treinador paraguaio, admitiu em entrevista coletiva ter se precipitado em sua decisão.

### Avaí
Em 15 de maio de 2023, foi contratado pelo Avaí para comandar o clube na Série B.
Foi demitido em 2 de julho, após 9 jogos sem conquistar nenhuma vitória: ao todo foram 5 empates e 4 derrotas.

### Remo
No dia 4 de março de 2024, cinco dias após a demissão do treinador Ricardo Catalá, Morínigo foi anunciado pelo Remo para comandar o clube em uma restruturação no inicio da temporada, visando as disputas do Campeonato Paraense, da Copa Verde e da Série C do Campeonato Brasileiro.
O começo do treinador paraguaio na equipe paraense foi muito promissor, com o time conquistando uma sequência de oito jogos de invencibilidade (6 vitórias e 2 empates). Mas foi demitido no dia 20 de maio, após um início ruim na Série C somado a uma eliminação na semifinal da Copa Verde e um vice-campeonato estadual, ambos para o maior rival Paysandu. Ao todo foram 16 jogos no comando do Remo, com 7 vitórias, 5 empates e 4 derrotas.

## Títulos

### Como jogador
Libertad
- Campeonato Paraguaio: 2002 e 2003

Nacional
- Campeonato Paraguaio: 2009 (Clausura) e 2011 (Apertura)

### Como treinador
Nacional
- Campeonato Paraguaio: 2013 (Apertura)

Coritiba
- Campeonato Paranaense: 2022[16]